# Anisocentropus immunis
Anisocentropus immunis är en nattsländeart som beskrevs av Mclachlan 1863. Anisocentropus immunis ingår i släktet Anisocentropus och familjen Calamoceratidae. Inga underarter finns listade i Catalogue of Life.